# Список соборов Молдовы

## Православная церковь Молдовы
| Внешние изображения | Внешние изображения |
| ------------------- | ------------------- |
|                     | Всехсвятский собор  |

| Внешние изображения | Внешние изображения               |
| ------------------- | --------------------------------- |
|                     | Собор Святого Александра Невского |

## Бессарабская митрополия
| Изображение                   | Собор                         | Епархия                              | Локализация | Дата     | Стиль                     | Комментарий |
| ----------------------------- | ----------------------------- | ------------------------------------ | ----------- | -------- | ------------------------- | ----------- |
|                               |                               | Дубоссарско-Транснистринская епархия |             |          |                           |             |
| Собор Святой Феодоры из Сихлы | Собор Святой Феодоры из Сихлы | Кишинёвская архиепархия              | Кишинёв     | 1895 год | псевдо-византийский стиль |             |
|                               |                               | Южно-Бессарабская епархия            |             |          |                           |             |